# Ормен
Ормен (грец. Όρμενος) — герой, епонім міста Орменіон; батько беотійського володаря Амінтора;
Ормен — батько володаря острова Сірос Ктесія, дід Евмея.